# 아이거산
아이거(독일어: Eiger)는 알프스산맥의 산으로 스위스에 위치한다. 높이는 3,970 m이다.
아일랜드 출신의 산악인인 찰스 배링턴과 두 명의 그린델발트 가이드가 1858년 8월 11일에 가장 쉬운 서릉 루트를 타고 처음으로 등정하였다. 이후 남서릉, 미텔레기 언덕, 라우퍼 루트 등 수많은 루트가 개척되었으나 북벽만은 등반이 불가능하다고 믿어져 왔다.
융프라우 철도가 아이거산을 통과해서 지나간다.

## 북벽
아이거산의 북벽(독일어: Nordwand)은 마터호른산, 그랑드조라스의 북벽과 함께 알프스 산맥의 3대 북벽으로 불린다. 계곡 밑에서 1,800 m나 솟아 있으며, 오늘날에도 가장 어려운 등반 중의 하나로 여겨지고 있다.
등반 역사상 아이거 북벽은 사망자가 가장 많은 곳 중의 하나이다. 거의 60명을 넘는 사망자가 발생했다. 1938년 7월 24일 안데르 헤크마이어와 루트비히 뵈르크, 프리츠 카스파레크와 하인리히 하러로 이루어진 독일과 오스트리아 연합 등정팀에 의하여 처음으로 아이거 북벽에 올랐다.

## 같이 보기
- 아이거반트역
- 8000미터 봉우리에서 죽은 사람의 목록